# Daniel Goodfellow
Daniel Goodfellow (* 19. října 1996) je britský skokan do vody a olympijský bronzový medailista. Poprvé reprezentoval Velkou Británii jako senior na 2013 European Diving Championships ve skoku z 10 m vysoké věže a 2013 World Aquatic Championships v tomtéž. Vyhrál bronzovou medaili v mužském 10m synchronizovaném skoku z věže s jeho skokanským partnerem Tomem Daley na Letních olympijských hrách 2016 v Riu de Janeiru.

## Dětství a mládí
Goodfellow se narodil v Cambridge 19. října 1996 rodičům Sharon a Johnovi Goodfellow. Jeho otec John byl diagnostikován s rakovinou mozku, když mu bylo 28 a zemřel v roce 2006 ve věku 39 let.
Po jeho olympijském výkonu s Tomem Daley, kdy se umístili na 3. místě. Jeho matka byla velice pohoršena, když byl její syn vynechán ze všech titulků novin.  Od roku 2008 do roku 2013 byl studentem na Melbourn Village College.
Goodfellow se začal účastnit závodů pořádaných Cambridge Dive Teamem na Parkside Pools, když byl mladý. Vyhrál zlaté medaile ve skoku z 10 metrové věže, ale také z 3 a 1 metrových odrazových můstků v kategorii 10–11 let na 2007 ASA National Age Group Championship. Na tomtéž závodě vyhrál i bronzovou medaili. V roce 2012, když mu bylo 15 let, byl vybrán do Great Britain development squad pro jeho potenciál být úspěšným ve sportu.

## Kariéra

### 2011–2015
V roce 2011, když mu bylo 14 let, vyhrál Goodfellow svojí první důležitou medaili na European Junior Diving Championships v Bělehradě s bronzovou medailí ve skoku z 3 metry vysokého odrazového můstku. V roce 2012, vyhrál stříbrnou medaili ze skoku z 10m vysoké věže a bronzovou medaili z individuálního skoku z 3m vysokého odrazového můstku a zlatou medaili z synchronizovaného skoku z 3m vysokého odrazového můstku s Freddiem Woodwardem na International Youth Meet v Drážďanech, Německo. V roce 2013 vyhrál zlatou medaili ve skoku z 10m vysoké věže na European Youth Championships.
Goodfellow také udělal svůj mezinárodní debut v roce 2013 na Mistrovství Evropy v Rostocku a mistrovství světa v Barceloně. V roce 2014 Goodfellow spolupracoval s Matty Lee na FINA Diving World Series a získal bronz z 10 metrů synchro ve dvou částech World Series v Dubaji a Pekingu. Nicméně, při sestavování do Commonwealth Games v roce 2014 v Glasgow, Goodfellow utrpěl poranění loktu, což mu znemožnilo účast v soutěži v Glasgow. Brzy poté měl zranění ramene, které poškodilo nervy, které byly operovány na Štědrý den, 2014.
Operace ramene znamenala, že v roce 2015 nemohl soutěžit. Goodfellow se v létě 2015 v závěru sezóny vrátil do soutěžní skokanské soutěže na závodu ve skoku z 3m vysokého odrazového mostu v italském Bolzanu.

### 2016
Goodfellow musel počkat až do britského národního poháru v Southendu v lednu 2016, aby znovu soutěžil ve skoku z 10m vysoké věže. Účastnil se individuální soutěže ve skoku z 10m a spojil se s Tomem Daley v synchronizovaném skoku z 10m vysoké věže. Goodfellow se poprvé setkal s Tomem Daleym v roce 2015, s medalistou olympijských her v Londýně v roce 2012. Vyhrál bronz v individuálním skoku z 10m vysoké věže a zlato s Tomem Daleym v synchronizovaném skoku z 10m.
Goodfellow a Daley získali místo v soutěži v synchronizovaném skoku z 10 m platformy synchro na olympijských hrách v Rio de Janeiro v roce 2016 tím, že získali bronzovou medaili na FINA Diving World Cup dne 21. února 2016. Goodfellow a Daley získali medaile v každém z 2016 FINA World Series 10m synchro událostí – Peking (bronz), Dubaj (stříbro), Windsor (stříbro), Kazan (bronz) – a celkově druhé místo. Zlepšovali své skóre pokaždé, když soutěžili ve FINA World Series – Peking (420.15), Dubaj (428.91), Windsor (441.84), Kazan (442.59). Goodfellow a Daley byli prvními Brity, kteří vyhráli medaile ve všech 10měsíčních událostech FINA World Series za jeden rok.
Dne 12. května 2016 na mistrovstvích Evropy získali Goodfellow a Daley svou sedmou po sobě jdoucí 10měsíční synchro medaili. Po prvních pěti skokech soutěže byli na první pozici, ale museli se uspokojit se stříbrem poté, co je Německo překonalo o méně než jeden bod v posledním kole. Dne 10. června 2016 na britském národním šampionátu získal Goodfellow a Daley zlato v 10m synchru. Jejich front 4 ½ Somersaults tucked dive (109C) byl jejich nejlepší jediný skok v soutěži, a dostali skóre 95.46.
Goodfellow a Daley získali bronzovou medaili v olympijské soutěži 10m synchro 2016 v Riu dne 8. srpna především tím, že zaznamenali 92,13 při svém pátém skoku, což bylo 109C s 3,7 stupněm obtížnosti. To byl jejich nejvyšší bodový skok. Toto skóre je přesunulo z pátého na třetí. Jejich šestý skok byl 207B, s 3.6 stupněm obtížnosti, a musel být ohodnocen 84 nebo více, aby si udrželi třetí místo. Skóre 89,64 pro jejich šestý skok ukončil soutěž a vyústil v bronzovou medaili pro Goodfellowa a Daleyho.

### 2018
Na 2018 Commonwealth Games, které se konaly na Gold Coast, Austrálie, Goodfellow vyhrál zlatou medaili v synchronizovaném skoku z 10m vysoké věže s Tomem Daleym.